# Tau Centauri
Tau Centauri (τ Cen) es una estrella en la constelación de Centauro.
Es, con magnitud aparente +3,85, el decimosexto astro más brillante de la constelación.
Junto a γ Centauri, era conocida en China como Koo Low, «la Torre del Arsenal».
Se encuentra a una distancia de 131 años luz respecto al sistema solar.

## Características
Tau Centauri es una estrella blanca de la secuencia principal de tipo espectral A2V.
Tiene una temperatura efectiva de 9205 K y una luminosidad 51 veces superior a la luminosidad solar.
Posee una masa 2,44 veces mayor que la del Sol y su edad es de 310 millones de años, habiendo ya transcurrido el 70% de su vida como estrella de la secuencia principal.
La medida directa del diámetro angular de Tau Centauri, 0,85 milisegundos de arco, permite evaluar su radio, siendo éste aproximadamente 3,6 veces más grande que el radio solar.
Gira sobre sí misma muy deprisa, distintos estudios dan un valor para su velocidad de rotación proyectada entre 249 y 330 km/s.
Entre ellos, un trabajo que mediante el uso de transformadas de fourier tiene en cuenta el oscurecimiento de limbo, señala una cifra de 297 km/s.
La rápida rotación también provoca que la forma de la estrella no sea esférica sino elipsoidal, estando achatada por los polos; su grado de «achatamiento» se estima en 0,30.